# Унив
Унив (укр. Унів, до 2003 года — Межгорье, укр. Міжгір’я) — село в Перемышлянской городской общине Львовского района Львовской области Украины.
Население по переписи 2001 года составляло 468 человек. Занимает площадь 3,04 км². Почтовый индекс — 81216. Телефонный код — 3263.

## История
В 1946 г. Указом ПВС УССР село Унив переименовано в Межгорье.
В 2003 г. возвращено историческое название села.

## Достопримечательности
В селе расположена униатская Свято-Успенская Уневская Лавра Студийского устава — древняя христианская святыня Украины, обитель Украинской греко-католической церкви.